# اچ‌ام‌سی‌اس آتاباسکن (جی۰۷)
اچ‌ام‌سی‌اس آتاباسکن (جی۰۷) (به انگلیسی: HMCS Athabaskan (G07)) یک کشتی است که طول آن ۳۷۷ فوت (۱۱۵ متر) می‌باشد. این کشتی در سال ۱۹۴۱ ساخته شد.